# Levan Saginashvili
Levan Saginashvili, né le 15 septembre 1988 à Tbilissi en Géorgie, est un compétiteur de bras de fer sportif professionnel.
Au vu de son gabarit, il est surnommé l'Hulk Géorgien. En 2019, la World Armwrestling Fédération l'élit meilleur ferriste de l'année. La même année, il participe au Top 8. Sa technique de prédilection est le Top-Roll.
En 2020, il participe à une série de vidéos sur la chaîne YouTube française Bras de fer sportif animée par Akhmed Akmurzayev, où l'on retrouve également des vidéos du champion français Aymeric Pradines. 

## Biographie
Levan Saginashvili pratiquait le bras de fer avec ses camarades à l'école, mais il a découvert le bras de fer sportif en 2009. En 2010, il se classe 3e dans la catégorie 100 kg au championnat de Géorgie. En 2011 et 2012, il prend la deuxième place en 110kg derrière Genadi Kvikvinia. En 2013, il participe à ses premiers championnats du monde et se classe 3e chez les -110 kg. Les années suivantes, il rogne la première place aux championnats d'Europe et du Monde presque à chaque fois. En 2017, pour sa première participation au Zloty Tur, il gagne le tournoi de sa catégorie des deux bras, mais également la catégorie Open. Il devient alors ferriste professionnel. En 2018, sa victoire en vendetta contre Dmitri Trubin le qualifie pour le tournoi le plus relevé au monde, le Top-8. Cette compétition réunit 8 ferristes parmi les meilleurs du monde. Sur les trois vendettas disputées, il n'a perdu aucune des 18 manches.

## Palmarès

### Tournois et championnats[2]
|      | EAF         | EAF         | WAF         | WAF         | Zloty Tur   | Zloty Tur   |
| ---- | ----------- | ----------- | ----------- | ----------- | ----------- | ----------- |
|      | Gauche      | Droite      | Gauche      | Droite      | Gauche      | Droite      |
| 2013 |             |             | 4e -110 kg  |             |             |             |
| 2014 |             | 2e +110 kg  | 1er +110 kg | 1er +110 kg |             |             |
| 2015 | 2e +110 kg  | 1er +110 kg | 1er +110 kg | 2e +110 kg  |             |             |
| 2016 | 1er +110 kg |             | 1er +110 kg | 2e +110 kg  |             |             |
| 2017 | 1er +110 kg | 1er +110 kg | 1er +110 kg |             | 1er +105 kg | 1er +105 kg |
| 2018 | 1er +110 kg | 1er +110 kg | 1er +110 kg | 1er +110 kg |             |             |

### Vendetta[6]
- 2018 : victoire 6-0 contre Dmitri Trubin (BD)
- 2022 : victoire 6-0 contre Devon Larratt
- 2023 : victoire 4-2 contre Ermes Gasparini
- 2024 : victoire 4-0 contre Devon Larratt

### Top 8[6]
- Stage 1, Kuching, Malaisie, victoire 6-0 contre Tim Bresnan (BD)
- Stage 2, Shenzhen, Chine, victoire 6-0 contre Kydyrgaly Ongarbaev (BD)
- Stage 3, Rumia, Pologne, victoire 6-0 contre Vitaly Laletin (BD)

## Entrainement
Saginashvili est un adepte de la force pure. Il s'entraine principalement sur des exercices de base avec des charges très lourdes. Sur son compte Instagram, on peut le voir faire un développé couché à 230 kg, un curl assis à 130 kg et un curl debout à 142 kg. Il pratique aussi le développé militaire à la barre, les dips et les tractions. Ses partenaires d'entrainement sont Irakli Zirakashvili et Davit Arabuli, deux champions du monde également dans des catégories plus légères.

## Mensurations[1]
- Taille : 1,91 m
- Poids : 180 kg
- poignet : 28 cm
- Avant bras : 53 cm
- Biceps : 63 cm